# Olympische Sommerspiele 2016/Teilnehmer (Ukraine)
| Gelbes Symbol für Goldmedaillen mit stilisierten Olympischen Ringen | Graues Symbol für Silbermedaillen mit stilisierten Olympischen Ringen | Braundes Symbol für Bronzemedaillen mit stilisierten Olympischen Ringen |
| ------------------------------------------------------------------- | --------------------------------------------------------------------- | ----------------------------------------------------------------------- |
| 2                                                                   | 5                                                                     | 4                                                                       |

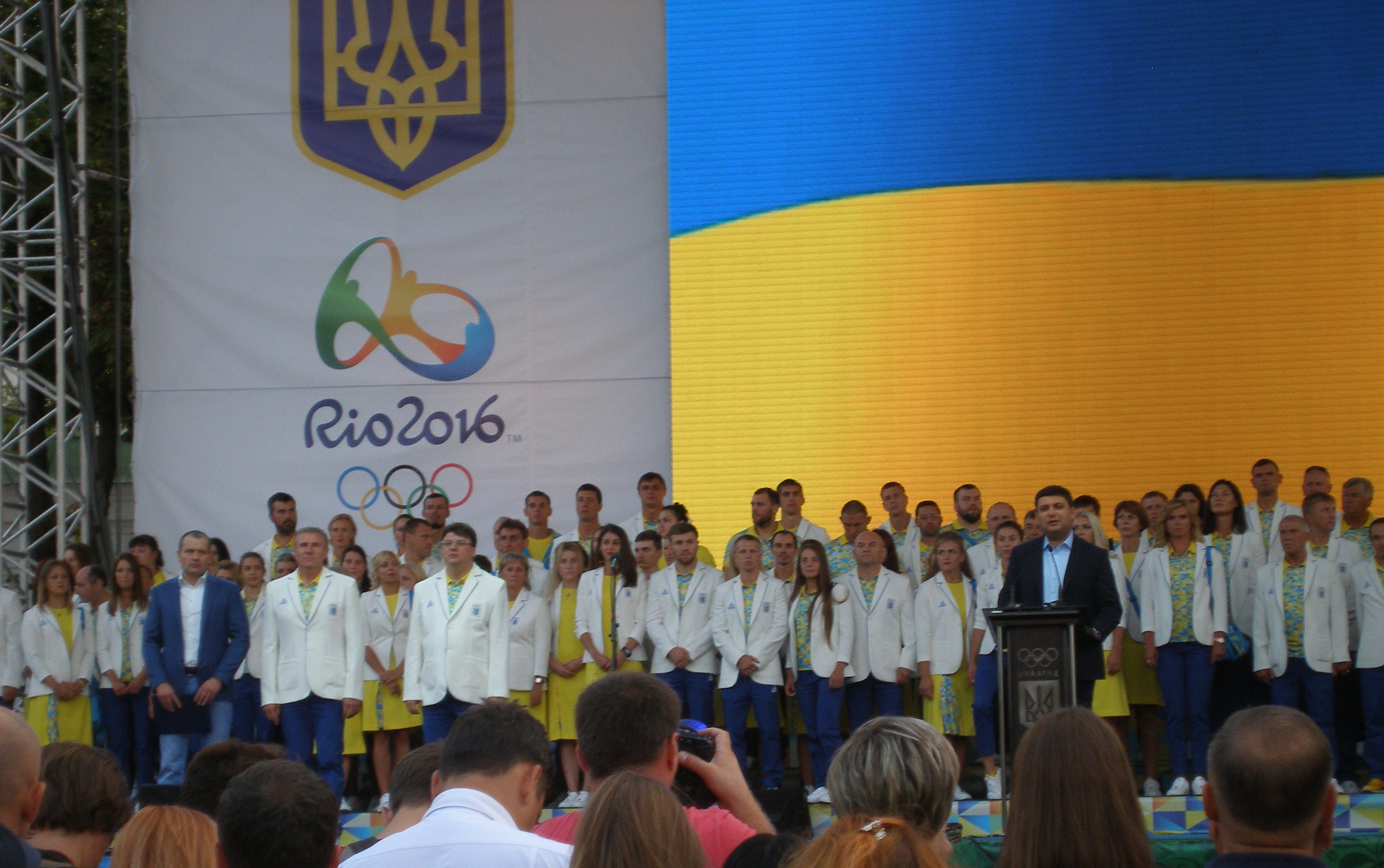
Das ukrainische Team im Juli 2016

Die Ukraine nahm mit 205 Sportlern, darunter acht Olympiasieger, in 22 Sportarten an den Olympischen Spielen 2016 in Rio de Janeiro teil. Es ist die insgesamt siebte Teilnahme an Olympischen Sommerspielen. Das Nationale Olympische Komitee der Ukraine nominierte die Athleten für die einzelnen Sportarten.
Fahnenträger des ukrainischen Olympiateams bei der Eröffnungsfeier war der Sportschütze und Olympiasieger von Sydney Mykola Miltschew. Ukrainischer Fahnenträger bei der Abschlussfeier war Olha Charlan, die bei den Spielen eine Silber- und eine Bronzemedaille gewann.
Erfolgreichster Athlet der Ukraine war der Turner Oleh Wernjajew, der eine Gold- und eine Silbermedaille erringen konnte.

## Bilanz

Logo des NOC der UKR

### Medaillenspiegel
| Platz  | Sportart                   | Goldmedaille – Olympiasieger | Silbermedaille – 2. Platz | Bronzemedaille – 3. Platz | Gesamt |
| ------ | -------------------------- | ---------------------------- | ------------------------- | ------------------------- | ------ |
| 1      | Geräteturnen               | 1                            | 1                         | –                         | 2      |
| 2      | Kanu                       | 1                            | –                         | 1                         | 2      |
| 3      | Fechten                    | –                            | 1                         | 1                         | 2      |
| 4      | Schießen                   | –                            | 1                         | –                         | 1      |
| 4      | Ringen                     | –                            | 1                         | –                         | 1      |
| 4      | Moderner Fünfkampf         | –                            | 1                         | –                         | 1      |
| 7      | Leichtathletik             | –                            | –                         | 1                         | 1      |
| 7      | Rhythmische Sportgymnastik | –                            | –                         | 1                         | 1      |
| Gesamt | Gesamt                     | 2                            | 5                         | 4                         | 11     |

### Medaillengewinner

#### Gold
| Name           | Sportart     | Wettkampf                                |
| -------------- | ------------ | ---------------------------------------- |
| Oleh Wernjajew | Geräteturnen | Barren                                   |
| Jurij Tscheban | Kanu         | Einer-Canadier der Männer über 200 Meter |

#### Silber
| Name                                                           | Sportart           | Wettkampf                        |
| -------------------------------------------------------------- | ------------------ | -------------------------------- |
| Serhij Kulisch                                                 | Sportschießen      | Luftgewehr 10 m (Männer)         |
| Oleh Wernjajew                                                 | Geräteturnen       | Mehrkampf                        |
| Alina Komaschtschuk Olena Krawazka Olena Woronina Olha Charlan | Fechten            | Säbel-Frauenmannschaft           |
| Schan Belenjuk                                                 | Ringen             | Ringen Griechisch-röm. bis 85 kg |
| Pawlo Tymoschtschenko                                          | Moderner Fünfkampf | Männer                           |

#### Bronze
| Name                               | Sportart                   | Wettkampf                                  |
| ---------------------------------- | -------------------------- | ------------------------------------------ |
| Olha Charlan                       | Fechten                    | Säbelfechten Einzel (Frauen)               |
| Bohdan Bondarenko                  | Hochsprung                 | Hochsprung                                 |
| Dmytro Jantschuk Taras Mischtschuk | Kanu                       | Zweier-Canadier der Männer über 1000 Meter |
| Hanna Risatdinowa                  | Rhythmische Sportgymnastik | Mehrkampf Einzel                           |

## Teilnehmer nach Sportarten

### Badminton
| Athleten           | Wettbewerb | Gruppenphase                  | Gruppenphase                          | Gruppenphase | Gruppenphase | Achtelfinale             | Achtelfinale       | Viertelfinale | Viertelfinale | Halbfinale    | Halbfinale    | Finale        | Finale        | Rang          |
| Athleten           | Wettbewerb | Gegner                        | Ergebnis                              | Punkte       | Rang         | Gegner                   | Ergebnis           | Gegner        | Ergebnis      | Gegner        | Ergebnis      | Gegner        | Ergebnis      | Rang          |
| ------------------ | ---------- | ----------------------------- | ------------------------------------- | ------------ | ------------ | ------------------------ | ------------------ | ------------- | ------------- | ------------- | ------------- | ------------- | ------------- | ------------- |
| Frauen             |            |                               |                                       |              |              |                          |                    |               |               |               |               |               |               |               |
| Marija Ulitina     | Einzel     | Saina Nehwal Lohaynny Vicente | 2:0 (21:18, 21:19) 2:0 (21:13, 21:13) | 84:63        | 1            | Porntip Buranaprasertsuk | 0:2 (14:21, 16:21) | ausgeschieden | ausgeschieden | ausgeschieden | ausgeschieden | ausgeschieden | ausgeschieden | ausgeschieden |
| Männer             |            |                               |                                       |              |              |                          |                    |               |               |               |               |               |               |               |
| Artem Potschtarjow | Einzel     | Son Wan-ho Jacob Maliekal     | 0:2 (9:21, 15:21) 0:2 (18:21, 19:21)  | 37:42        | 3            | ausgeschieden            | ausgeschieden      | ausgeschieden | ausgeschieden | ausgeschieden | ausgeschieden | ausgeschieden | ausgeschieden | ausgeschieden |

### Bogenschießen
| Athleten                                                      | Wettbewerb | Qualifikation | Qualifikation | 1. Runde            | 1. Runde      | 2. Runde               | 2. Runde | Achtelfinale  | Achtelfinale  | Viertelfinale | Viertelfinale | Halbfinale    | Halbfinale    | Finale        | Finale        | Rang          |
| Athleten                                                      | Wettbewerb | Ringe         | Rang          | Gegner              | Ergebnis      | Gegner                 | Ergebnis | Gegner        | Ergebnis      | Gegner        | Ergebnis      | Gegner        | Ergebnis      | Gegner        | Ergebnis      | Rang          |
| ------------------------------------------------------------- | ---------- | ------------- | ------------- | ------------------- | ------------- | ---------------------- | -------- | ------------- | ------------- | ------------- | ------------- | ------------- | ------------- | ------------- | ------------- | ------------- |
| Frauen                                                        |            |               |               |                     |               |                        |          |               |               |               |               |               |               |               |               |               |
| Weronika Martschenko                                          | Einzel     | 630           | 30            | Laura Nurmsalu      | 6–0           | Ki Bo-bae              | 2–6      | ausgeschieden | ausgeschieden | ausgeschieden | ausgeschieden | ausgeschieden | ausgeschieden | ausgeschieden | ausgeschieden | ausgeschieden |
| Anastassija Pawlowa                                           | Einzel     | 630           | 29            | Luisa Saidijewa     | 6–0           | Tan Ya-ting            | 0–6      | ausgeschieden | ausgeschieden | ausgeschieden | ausgeschieden | ausgeschieden | ausgeschieden | ausgeschieden | ausgeschieden | ausgeschieden |
| Lidija Sitschenikowa                                          | Einzel     | 630           | 31            | Chatuna Narimanidse | 7–1           | Chang Hye-jin          | 2–6      | ausgeschieden | ausgeschieden | ausgeschieden | ausgeschieden | ausgeschieden | ausgeschieden | ausgeschieden | ausgeschieden | ausgeschieden |
| Weronika Martschenko Anastassija Pawlowa Lidija Sitschenikowa | Mannschaft | 1890          | 8             | –                   | –             | –                      | –        | Japan         | 2–6           | ausgeschieden | ausgeschieden | ausgeschieden | ausgeschieden | ausgeschieden | ausgeschieden | ausgeschieden |
| Männer                                                        |            |               |               |                     |               |                        |          |               |               |               |               |               |               |               |               |               |
| Wiktor Ruban                                                  | Einzel     | 663           | 25            | Hendra Purnama      | 7–3 (129:127) | Jean-Charles Valladont | 0–6      | ausgeschieden | ausgeschieden | ausgeschieden | ausgeschieden | ausgeschieden | ausgeschieden | ausgeschieden | ausgeschieden | ausgeschieden |

### Boxen
| Athleten               | Wettbewerb                      | 1. Runde                 | 1. Runde | Achtelfinale      | Achtelfinale  | Viertelfinale | Viertelfinale | Halbfinale    | Halbfinale    | Finale        | Finale        | Rang          |
| Athleten               | Wettbewerb                      | Gegner                   | Ergebnis | Gegner            | Ergebnis      | Gegner        | Ergebnis      | Gegner        | Ergebnis      | Gegner        | Ergebnis      | Rang          |
| ---------------------- | ------------------------------- | ------------------------ | -------- | ----------------- | ------------- | ------------- | ------------- | ------------- | ------------- | ------------- | ------------- | ------------- |
| Frauen                 |                                 |                          |          |                   |               |               |               |               |               |               |               |               |
| Tetjana Kob            | Frauen-Fliegengewicht bis 51 kg | –                        | –        | Stanimira Petrowa | 2:1           | Nicola Adams  | 0:3           | ausgeschieden | ausgeschieden | ausgeschieden | ausgeschieden | ausgeschieden |
| Männer                 |                                 |                          |          |                   |               |               |               |               |               |               |               |               |
| Mykola Buzenko         | Bantamgewicht bis 56 kg         | Mohamed Hamout           | 0:3      | ausgeschieden     | ausgeschieden | ausgeschieden | ausgeschieden | ausgeschieden | ausgeschieden | ausgeschieden | ausgeschieden | ausgeschieden |
| Wolodymyr Matwijtschuk | Halbweltergewicht bis 64 kg     | Lorenzo Sotomayor        | 0:3      | ausgeschieden     | ausgeschieden | ausgeschieden | ausgeschieden | ausgeschieden | ausgeschieden | ausgeschieden | ausgeschieden | ausgeschieden |
| Dmytro Mytrofanow      | Mittelgewicht bis 75 kg         | Christian M'Billi-Assomo | 0:3      | ausgeschieden     | ausgeschieden | ausgeschieden | ausgeschieden | ausgeschieden | ausgeschieden | ausgeschieden | ausgeschieden | ausgeschieden |
| Denys Solonenko        | Halbschwergewicht bis 81 kg     | Teymur Məmmədov          | 0:3      | ausgeschieden     | ausgeschieden | ausgeschieden | ausgeschieden | ausgeschieden | ausgeschieden | ausgeschieden | ausgeschieden | ausgeschieden |

### Fechten
| Athleten                                                                  | Wettbewerb       | 1. Runde        | 1. Runde | 2. Runde               | 2. Runde | Achtelfinale        | Achtelfinale  | Viertelfinale  | Viertelfinale | Halbfinale / Klassifikation | Halbfinale / Klassifikation | Finale / Platzierung | Finale / Platzierung | Rang          |
| Athleten                                                                  | Wettbewerb       | Gegner          | Ergebnis | Gegner                 | Ergebnis | Gegner              | Ergebnis      | Gegner         | Ergebnis      | Gegner                      | Ergebnis                    | Gegner               | Ergebnis             | Rang          |
| ------------------------------------------------------------------------- | ---------------- | --------------- | -------- | ---------------------- | -------- | ------------------- | ------------- | -------------- | ------------- | --------------------------- | --------------------------- | -------------------- | -------------------- | ------------- |
| Frauen                                                                    |                  |                 |          |                        |          |                     |               |                |               |                             |                             |                      |                      |               |
| Olena Krywyzka                                                            | Degen Einzel     | Freilos         | Freilos  | Shin A-lam             | 15:14    | Lauren Rembi        | 7:9           | ausgeschieden  | ausgeschieden | ausgeschieden               | ausgeschieden               | ausgeschieden        | ausgeschieden        | ausgeschieden |
| Ksenija Panteljejewa                                                      | Degen Einzel     | Freilos         | Freilos  | Irina Embrich          | 3:15     | ausgeschieden       | ausgeschieden | ausgeschieden  | ausgeschieden | ausgeschieden               | ausgeschieden               | ausgeschieden        | ausgeschieden        | ausgeschieden |
| Jana Schemjakina                                                          | Degen Einzel     | Freilos         | Freilos  | Courtney Hurley        | 14:13    | Nozomi Nakano       | 8:11          | ausgeschieden  | ausgeschieden | ausgeschieden               | ausgeschieden               | ausgeschieden        | ausgeschieden        | ausgeschieden |
| Olena Krywyzka Jana Schemjakina Ksenija Panteljejewa Anfissa Potschkalowa | Degen Mannschaft | –               | –        | –                      | –        | Brasilien           | 45:32         | China          | 42:34         | Südkorea                    | 34:45                       | Frankreich           | 38:45                | 8             |
| Olha Lelejko                                                              | Florett Einzel   | Freilos         | Freilos  | Astrid Guyart          | 9:15     | ausgeschieden       | ausgeschieden | ausgeschieden  | ausgeschieden | ausgeschieden               | ausgeschieden               | ausgeschieden        | ausgeschieden        | ausgeschieden |
| Olha Charlan                                                              | Säbel Einzel     | Freilos         | Freilos  | Úrsula González        | 15:8     | Alina Komaschtschuk | 15:8          | Loreta Gulotta | 15:4          | Jana Jegorjan               | 9:15                        | Manon Brunet         | 15:10                | Bronze        |
| Alina Komaschtschuk                                                       | Säbel Einzel     | Freilos         | Freilos  | Rossella Gregorio      | 15:14    | Olha Charlan        | 8:15          | ausgeschieden  | ausgeschieden | ausgeschieden               | ausgeschieden               | ausgeschieden        | ausgeschieden        | ausgeschieden |
| Olena Krawazka                                                            | Säbel Einzel     | Freilos         | Freilos  | Ibtihaj Muhammad       | 13:15    | ausgeschieden       | ausgeschieden | ausgeschieden  | ausgeschieden | ausgeschieden               | ausgeschieden               | ausgeschieden        | ausgeschieden        | ausgeschieden |
| Olena Woronina Alina Komaschtschuk Olena Krawazka Olha Charlan            | Säbel Mannschaft | –               | –        | –                      | –        | –                   | –             | Südkorea       | 40:45         | Italien                     | 45:42                       | Russland             | 30:45                | Silber        |
| Männer                                                                    |                  |                 |          |                        |          |                     |               |                |               |                             |                             |                      |                      |               |
| Anatolij Herej                                                            | Degen Einzel     | Freilos         | Freilos  | Fabian Kauter          | 9:15     | ausgeschieden       | ausgeschieden | ausgeschieden  | ausgeschieden | ausgeschieden               | ausgeschieden               | ausgeschieden        | ausgeschieden        | ausgeschieden |
| Dmytro Karjutschenko                                                      | Degen Einzel     | Freilos         | Freilos  | John Édinson Rodríguez | 7:15     | ausgeschieden       | ausgeschieden | ausgeschieden  | ausgeschieden | ausgeschieden               | ausgeschieden               | ausgeschieden        | ausgeschieden        | ausgeschieden |
| Bohdan Nikischyn                                                          | Degen Einzel     | Freilos         | Freilos  | Jiao Yunlong           | 15:11    | Benjamin Steffen    | 14:15         | ausgeschieden  | ausgeschieden | ausgeschieden               | ausgeschieden               | ausgeschieden        | ausgeschieden        | ausgeschieden |
| Dmytro Karjutschenko Maksym Chworost Bohdan Nikischyn Anatolij Herej      | Degen Mannschaft | –               | –        | –                      | –        | Freilos             | Freilos       | Russland       | 45:32         | Italien                     | 33:45                       | Ungarn               | 37:39                | 4             |
| Andrij Jahodka                                                            | Säbel Einzel     | Mojtaba Abedini | 9:15     | –                      | –        | ausgeschieden       | ausgeschieden | ausgeschieden  | ausgeschieden | ausgeschieden               | ausgeschieden               | ausgeschieden        | ausgeschieden        | ausgeschieden |

### Gewichtheben
| Athleten                | Wettbewerb         | Reißen  | Reißen | Stoßen  | Stoßen | Zweikampf | Zweikampf | Rang |
| Athleten                | Wettbewerb         | Gewicht | Rang   | Gewicht | Rang   | Gewicht   | Rang      | Rang |
| ----------------------- | ------------------ | ------- | ------ | ------- | ------ | --------- | --------- | ---- |
| Frauen                  |                    |         |        |         |        |           |           |      |
| Julija Paratowa         | Klasse bis 48 kg   | 84 kg   | 4      | 95 kg   | 9      | 179 kg    | 8         | 8    |
| Weronika Iwasjuk        | Klasse bis 58 kg   | 90 kg   | 9      | 103 kg  | 15     | 193 kg    | 13        | 13   |
| Iryna Decha             | Klasse bis 75 kg   | 114 kg  | 4      | 133 kg  | 8      | 247 kg    | 5         | 5    |
| Anastassija Lyssenko    | Klasse über 75 kg  | 117 kg  | 9      | 146 kg  | 10     | 263 kg    | 10        | 10   |
| Männer                  |                    |         |        |         |        |           |           |      |
| Oleksandr Pjeljeschenko | Klasse bis 85 kg   | 175 kg  | 4      | 210 kg  | 5      | 385 kg    | 5         | 5    |
| Dmytro Tschumak         | Klasse bis 94 kg   | 174 kg  | 6      | 213 kg  | 6      | 387 kg    | 6         | 6    |
| Wolodymyr Hosa          | Klasse über 94 kg  | 170 kg  | 9      | 205 kg  | 9      | 375 kg    | 9         | 9    |
| Ihor Schymetschko       | Klasse über 105 kg | 170 kg  | 22     | 195 kg  | 19     | 365 kg    | 19        | 19   |

### Judo
| Athleten          | Wettbewerb  | 1. Runde    | 1. Runde    | 2. Runde        | 2. Runde      | Viertelfinale | Viertelfinale | Halbfinale / Trostrunde | Halbfinale / Trostrunde | Finale / Platz 3 | Finale / Platz 3 | Rang |
| Athleten          | Wettbewerb  | Gegner      | Ergebnis    | Gegner          | Ergebnis      | Gegner        | Ergebnis      | Gegner                  | Ergebnis                | Gegner           | Ergebnis         | Rang |
| ----------------- | ----------- | ----------- | ----------- | --------------- | ------------- | ------------- | ------------- | ----------------------- | ----------------------- | ---------------- | ---------------- | ---- |
| Frauen            |             |             |             |                 |               |               |               |                         |                         |                  |                  |      |
| Maryna Tschernjak | bis 48 kg   | S. Rishony  | 100s1:000H  | É. Csernoviczki | 000s2:003s1   | ausgeschieden | ausgeschieden | ausgeschieden           | ausgeschieden           | ausgeschieden    | ausgeschieden    | 9    |
| Wiktorija Turks   | bis 78 kg   | Freilos     | Freilos     | A. Velenšek     | 000s1:001s0   | ausgeschieden | ausgeschieden | ausgeschieden           | ausgeschieden           | ausgeschieden    | ausgeschieden    | 9    |
| Switlana Jaromka  | über 78 kg  | Freilos     | Freilos     | T. Savelkouls   | 000s1:101s1   | ausgeschieden | ausgeschieden | ausgeschieden           | ausgeschieden           | ausgeschieden    | ausgeschieden    | 9    |
| Männer            |             |             |             |                 |               |               |               |                         |                         |                  |                  |      |
| Heorhij Santaraja | bis 66 kg   | S. Oleinic  | 000s0:001s3 | ausgeschieden   | ausgeschieden | ausgeschieden | ausgeschieden | ausgeschieden           | ausgeschieden           | ausgeschieden    | ausgeschieden    | 17   |
| Kedschau Njabali  | bis 90 kg   | A. González | 000s0:101s0 | ausgeschieden   | ausgeschieden | ausgeschieden | ausgeschieden | ausgeschieden           | ausgeschieden           | ausgeschieden    | ausgeschieden    | 17   |
| Artem Bloschenko  | bis 100 kg  | H. S. Shah  | 100s0:000s1 | G.-h. Cho       | 100s0:000s0   | K.-R. Frey    | 011s2:000s0   | E. Gasimov              | 000s1:100s0             | R. Haga          | 000s2:100s1      | 5    |
| Jakiw Chammo      | über 100 kg | R. Sibide   | 100s0:000s0 | J. Krakowezki   | 000s0:111s0   | ausgeschieden | ausgeschieden | ausgeschieden           | ausgeschieden           | ausgeschieden    | ausgeschieden    | 9    |

### Kanu

#### Kanurennsport

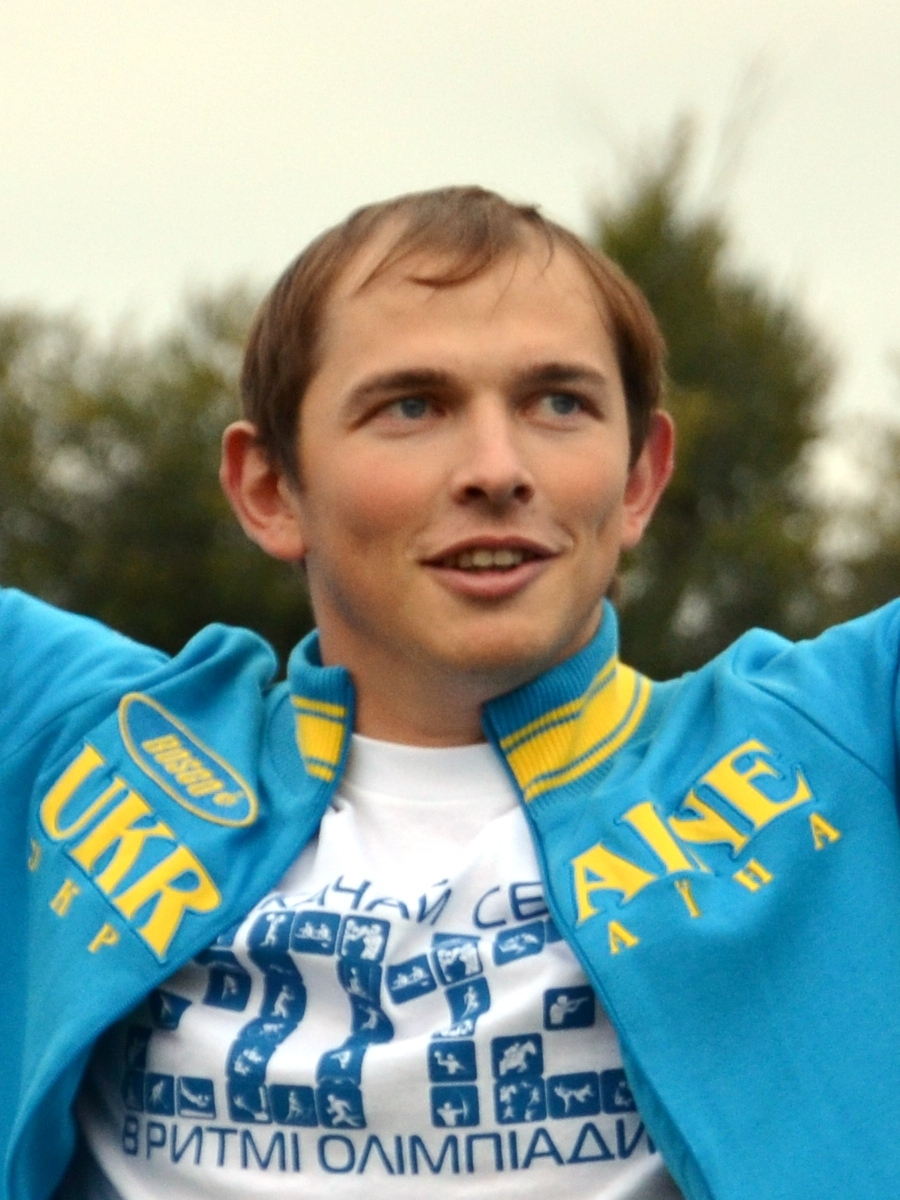
Jurij Tscheban, Goldmedaillengewinner im Einer-Canadier der Männer über 200 Meter

| Athleten                                                              | Wettbewerb | Vorlauf      | Vorlauf | Halbfinale   | Halbfinale | Finale        | Finale        | Rang          |
| Athleten                                                              | Wettbewerb | Zeit         | Rang    | Zeit         | Rang       | Zeit          | Rang          | Rang          |
| --------------------------------------------------------------------- | ---------- | ------------ | ------- | ------------ | ---------- | ------------- | ------------- | ------------- |
| Frauen                                                                |            |              |         |              |            |               |               |               |
| Marija Powch                                                          | K-1 500 m  | 1:54,247 min | 3       | 2:00,714 min | 6          | ausgeschieden | ausgeschieden | ausgeschieden |
| Anastassija Todorowa Inna Hryschtschun                                | K-2 500 m  | 1:43,967 min | 3       | 1:43,363 min | 2          | 1:45,868 min  | 4             | 4             |
| Switlana Achadowa Marija Powch Anastassija Todorowa Inna Hryschtschun | K-4 500 m  | 1:31,727 min | 2       | 1:35,512 min | 2          | 1:16,925 min  | 4             | 4             |
| Männer                                                                |            |              |         |              |            |               |               |               |
| Jurij Tscheban                                                        | C-1 200 m  | 41,220 s     | 3       | 40,590 s     | 3          | 39,279 s      | 1             | Gold          |
| Pawlo Altuchow                                                        | C-1 1000 m | 4:19,361 min | 4       | 3:58,574 min | 2          | 4:01,587 min  | 4             | 4             |
| Dmytro Jantschuk Taras Mischtschuk                                    | C-2 1000 m | 3:35,284 min | 2       | 3:38,384 min | 1          | 3:45,99 min   | 3             | Bronze        |

#### Kanuslalom
| Athleten     | Wettbewerb | Vorlauf  | Vorlauf | Halbfinale  | Halbfinale | Finale        | Finale        | Rang          |
| Athleten     | Wettbewerb | Zeit     | Rang    | Zeit        | Rang       | Zeit          | Rang          | Rang          |
| ------------ | ---------- | -------- | ------- | ----------- | ---------- | ------------- | ------------- | ------------- |
| Frauen       |            |          |         |             |            |               |               |               |
| Wiktorija Us | K-1        | 109,77 s | 15      | 1:51,12 min | 12         | ausgeschieden | ausgeschieden | ausgeschieden |

### Leichtathletik

#### Laufen und Gehen
| Athleten                                                                                             | Wettbewerb        | Runde 1     | Runde 1 | Halbfinale    | Halbfinale    | Finale        | Finale        | Rang |
| Athleten                                                                                             | Wettbewerb        | Zeit        | Rang    | Zeit          | Rang          | Zeit          | Rang          | Rang |
| --- | ----------------- | ----------- | ------- | ------------- | ------------- | ------------- | ------------- | ---- |
| Frauen                                                                                               |                   |             |         |               |               |               |               |      |
| Natalija Pohrebnjak                                                                                  | 100 m             | 11,30 s     | 16      | 11,32 s       | 21            | ausgeschieden | ausgeschieden | 21   |
| Olessja Powch                                                                                        | 100 m             | 11,39 s     | 24      | 11,29 s       | 20            | ausgeschieden | ausgeschieden | 20   |
| Chrystyna Stuj                                                                                       | 100 m             | 11,57 s     | 41      | ausgeschieden | ausgeschieden | ausgeschieden | ausgeschieden | 41   |
| Jelysaweta Bryshina                                                                                  | 200 m             | 23,28 s     | 40      | ausgeschieden | ausgeschieden | ausgeschieden | ausgeschieden | 40   |
| Natalija Pohrebnjak                                                                                  | 200 m             | 22,64 s     | 10      | 22,81 s       | 15            | ausgeschieden | ausgeschieden | 15   |
| Natalija Strohowa                                                                                    | 200 m             | 23,69 s     | 61      | ausgeschieden | ausgeschieden | ausgeschieden | ausgeschieden | 61   |
| Olha Bibik                                                                                           | 400 m             | 52,33 s     | 29      | ausgeschieden | ausgeschieden | ausgeschieden | ausgeschieden | 29   |
| Julija Olischewska                                                                                   | 400 m             | 52,45 s     | 34      | ausgeschieden | ausgeschieden | ausgeschieden | ausgeschieden | 34   |
| Olha Semljak                                                                                         | 400 m             | 51,40 s     | 11      | 50,75 s       | 8             | 51,24 s       | 7             | 7    |
| Olha Ljachowa                                                                                        | 800 m             | 2:03,02 min | 49      | ausgeschieden | ausgeschieden | ausgeschieden | ausgeschieden | 49   |
| Natalija Lupu                                                                                        | 800 m             | 1:59,91 min | 14      | 2:02,10 min   | 22            | ausgeschieden | ausgeschieden | 22   |
| Natalija Pryschtschepa                                                                               | 800 m             | 1:59,80 min | 11      | 1:59,95 min   | 14            | ausgeschieden | ausgeschieden | 14   |
| Olha Kotowska                                                                                        | Marathon          | –           | –       | –             | –             | 2:34:57 h     | 33            | 33   |
| Natalija Lehonkowa                                                                                   | Marathon          | –           | –       | –             | –             | 2:46:08 h     | 87            | 87   |
| Switlana Stanko                                                                                      | Marathon          | –           | –       | –             | –             | 2:44:26 h     | 66            | 66   |
| Nadija Borowska                                                                                      | 20 km Gehen       | –           | –       | –             | –             | 1:33:01 h     | 19            | 19   |
| Inna Kaschyna                                                                                        | 20 km Gehen       | –           | –       | –             | –             | 1:33:15 h     | 21            | 21   |
| Walentyna Myrontschuk                                                                                | 20 km Gehen       | –           | –       | –             | –             | 1:38:20 h     | 46            | 46   |
| Olena Janowska                                                                                       | 100 m Hürden      | 13,32 s     | 41      | ausgeschieden | ausgeschieden | ausgeschieden | ausgeschieden | 41   |
| Hanna Plotizyna                                                                                      | 100 m Hürden      | 13,12 s     | 34      | ausgeschieden | ausgeschieden | ausgeschieden | ausgeschieden | 34   |
| Oksana Schkurat                                                                                      | 100 m Hürden      | 13,22 s     | 35      | ausgeschieden | ausgeschieden | ausgeschieden | ausgeschieden | 35   |
| Olena Kolesnytschenko                                                                                | 400 m Hürden      | 56,61 s     | 26      | 56,77 s       | 20            | ausgeschieden | ausgeschieden | 20   |
| Hanna Titimez                                                                                        | 400 m Hürden      | 56,24 s     | 18      | 55,27 s       | 9             | ausgeschieden | ausgeschieden | 9    |
| Wiktorija Tkatschuk                                                                                  | 400 m Hürden      | 56,14 s     | 17      | 56,87 s       | 22            | ausgeschieden | ausgeschieden | 22   |
| Marija Schatalowa                                                                                    | 3000 m Hindernis  | 9:30,89 min | 12      | –             | –             | ausgeschieden | ausgeschieden | 12   |
| Natalija Pohrebnjak Olesja Powch Jelysaweta Bryshina Chrystyna Stuj Natalija Strohowa Marija Rjemjen | 4 × 100-m-Staffel | 42,49 s     | 4       | –             | –             | 42,36 s       | 6             | 6    |
| Olha Bibik Olha Ljachowa Julija Olischewska Olha Semljak Tetjana Melnyk Alina Lohwynenko             | 4 × 400-m-Staffel | 3:24,54 min | 3       | –             | –             | 3:26,64 min   | 5             | 5    |
| Männer                                                                                               |                   |             |         |               |               |               |               |      |
| Serhij Smelyk                                                                                        | 200 m             | 20,86 s     | 52      | ausgeschieden | ausgeschieden | ausgeschieden | ausgeschieden | 52   |
| Ihor Bodrow                                                                                          | 200 m             | 20,66 s     | 64      | ausgeschieden | ausgeschieden | ausgeschieden | ausgeschieden | 64   |
| Witalij Butrym                                                                                       | 400 m             | 45,92 s     | 30      | ausgeschieden | ausgeschieden | ausgeschieden | ausgeschieden | 30   |
| Ihor Olefirenko                                                                                      | Marathon          | –           | –       | –             | –             | 2:15:36 h     | 30            | 30   |
| Ihor Russ                                                                                            | Marathon          | –           | –       | –             | –             | 2:18:19 h     | 48            | 48   |
| Oleksandr Sitkowskyj                                                                                 | Marathon          | –           | –       | –             | –             | 2:14:24 h     | 20            | 20   |
| Ruslan Dmytrenko                                                                                     | 20 km Gehen       | –           | –       | –             | –             | 1:21:40 h     | 16            | 16   |
| Ihor Hlawan                                                                                          | 20 km Gehen       | –           | –       | –             | –             | 1:23:32 h     | 31            | 31   |
| Nasar Kowalenko                                                                                      | 20 km Gehen       | –           | –       | –             | –             | 1:24:40 h     | 40            | 40   |
| Iwan Banseruk                                                                                        | 50 km Gehen       | –           | –       | –             | –             | 4:11:51 h     | 39            | 39   |
| Serhij Budsa                                                                                         | 50 km Gehen       | –           | –       | –             | –             | 3:53:22 h     | 18            | 18   |
| Ihor Hlawan                                                                                          | 50 km Gehen       | –           | –       | –             | –             | nicht beendet | nicht beendet | –    |

#### Springen und Werfen
| Athleten               | Wettbewerb     | Qualifikation | Qualifikation | Finale        | Finale        | Rang   |
| Athleten               | Wettbewerb     | Weite/Höhe    | Rang          | Weite/Höhe    | Rang          | Rang   |
| ---------------------- | -------------- | ------------- | ------------- | ------------- | ------------- | ------ |
| Frauen                 |                |               |               |               |               |        |
| Iryna Heraschtschenko  | Hochsprung     | 1,94 m        | 13            | 1,93 m        | 10            | 10     |
| Julija Lewtschenko     | Hochsprung     | 1,92 m        | 19            | ausgeschieden | ausgeschieden | 19     |
| Oksana Okunjewa        | Hochsprung     | 1,89 m        | 22            | ausgeschieden | ausgeschieden | 22     |
| Maryna Kylypko         | Stabhochsprung | 4,55          | 14            | ausgeschieden | ausgeschieden | 14     |
| Maryna Bech            | Weitsprung     | 6,55 m        | 10            | ohne Weite    | ohne Weite    | 12     |
| Anna Kornuta           | Weitsprung     | 6,37 m        | 19            | ausgeschieden | ausgeschieden | 19     |
| Anna Jermakowa-Lunjowa | Weitsprung     | 6,15 m        | 31            | ausgeschieden | ausgeschieden | 31     |
| Olha Saladucha         | Dreisprung     | 13,97 m       | 18            | ausgeschieden | ausgeschieden | 18     |
| Ruslana Zychozka       | Dreisprung     | 13,63 m       | 26            | ausgeschieden | ausgeschieden | 26     |
| Olha Holodna           | Kugelstoßen    | 16,83 m       | 27            | ausgeschieden | ausgeschieden | 27     |
| Halyna Obleschtschuk   | Kugelstoßen    | 15,81 m       | 34            | ausgeschieden | ausgeschieden | 34     |
| Natalija Semenowa      | Diskuswurf     | 58,41 m       | 15            | ausgeschieden | ausgeschieden | 15     |
| Iryna Klymez           | Hammerwurf     | 62,75 m       | 28            | ausgeschieden | ausgeschieden | 28     |
| Iryna Nowoschylowa     | Hammerwurf     | 66,70 m       | 22            | ausgeschieden | ausgeschieden | 22     |
| Natalija Solotuchina   | Hammerwurf     | 56,96 m       | 31            | ausgeschieden | ausgeschieden | 31     |
| Kateryna Derun         | Speerwurf      | 60,02 m       | 17            | ausgeschieden | ausgeschieden | 17     |
| Hanna Hazko-Fedussowa  | Speerwurf      | 58,90 m       | 19            | ausgeschieden | ausgeschieden | 19     |
| Männer                 |                |               |               |               |               |        |
| Bohdan Bondarenko      | Hochsprung     | 2,29 m        | 1             | 2,33 m        | 3             | Bronze |
| Dmytro Jakowenko       | Hochsprung     | 2,26 m        | 20            | ausgeschieden | ausgeschieden | 20     |
| Andrij Prozenko        | Hochsprung     | 2,29 m        | 7             | 2,33 m        | 4             | 4      |
| Mykyta Nesterenko      | Diskuswurf     | 60,31 m       | 23            | ausgeschieden | ausgeschieden | 23     |
| Oleksij Semenow        | Diskuswurf     | 55,35 m       | 32            | ausgeschieden | ausgeschieden | 32     |
| Jewhen Wynohradow      | Hammerwurf     | 73,95 m       | 11            | 74,11 m       | 11            | 11     |
| Dmytro Kossynskyj      | Speerwurf      | 83,23 m       | 8             | 83,95 m       | 5             | 5      |

#### Mehrkampf
| Athletinnen        | 100 m Hürden | 100 m Hürden | Hochsprung | Hochsprung | Kugelstoßen | Kugelstoßen | 200 m   | 200 m  | Weitsprung | Weitsprung | Speerwurf | Speerwurf | 800 m       | 800 m  | Punkte | Rang |
| Athletinnen        | Zeit         | Punkte       | Höhe       | Punkte     | Weite       | Punkte      | Zeit    | Punkte | Weite      | Punkte     | Weite     | Punkte    | Zeit        | Punkte | Punkte | Rang |
| ------------------ | ------------ | ------------ | ---------- | ---------- | ----------- | ----------- | ------- | ------ | ---------- | ---------- | --------- | --------- | ----------- | ------ | ------ | ---- |
| Siebenkampf Frauen |              |              |            |            |             |             |         |        |            |            |           |           |             |        |        |      |
| Alina Fjodorowa    | 14,10 s      | 964          | 1,80 m     | 978        | 14,38 m     | 820         | 25,44 s | 847    | 6,00 m     | 850        | 35,44 m   | 580       | DNF         | 0      | 5038   | 28   |
| Hanna Kasjanowa    | 13,66 s      | 1027         | 1,77 m     | 941        | 13,25 m     | 744         | 24,60 s | 824    | 5,88 m     | 813        | 39,10 m   | 631       | 2:16,58 min | 871    | 5951   | 25   |

| Athleten         | 100 m    | 100 m | Weitsprung | Weitsprung | Kugelstoßen | Kugelstoßen | Hochsprung | Hochsprung | 400 m    | 400 m | 110 m Hürden | 110 m Hürden | Diskuswurf | Diskuswurf | Stabhochsprung | Stabhochsprung | Speerwurf | Speerwurf | 1500 m     | 1500 m  | Punkte  | Rang    |
| Athleten         | Zeit (s) | Pkte. | Weite (m)  | Pkte.      | Weite (m)   | Pkte.       | Höhe (m)   | Pkte.      | Zeit (s) | Pkte. | Zeit (s)     | Pkte.        | Weite (m)  | Pkte.      | Höhe (m)       | Pkte.          | Weite (m) | Pkte.     | Zeit (min) | Pkte.   | Punkte  | Rang    |
| ---------------- | -------- | ----- | ---------- | ---------- | ----------- | ----------- | ---------- | ---------- | -------- | ----- | ------------ | ------------ | ---------- | ---------- | -------------- | -------------- | --------- | --------- | ---------- | ------- | ------- | ------- |
| Zehnkampf Männer |          |       |            |            |             |             |            |            |          |       |              |              |            |            |                |                |           |           |            |         |         |         |
| Oleksij Kasjanow | 10,78 s  | 910   | 7,54 m     | 945        | 14,50 m     | 759         | 2,01 m     | 813        | 48,56 s  | 882   | 14,34 s      | 931          | ogV        | 0          | DNS            | 0              | Aufgabe   | Aufgabe   | Aufgabe    | Aufgabe | Aufgabe | Aufgabe |

### Moderner Fünfkampf
| Athleten              | Fechten | Fechten | Schwimmen   | Schwimmen | Reiten | Reiten | Combined     | Combined | Punkte | Rang   |
| Athleten              | Bilanz  | Punkte  | Zeit        | Punkte    | Zeit   | Punkte | Zeit         | Punkte   | Punkte | Rang   |
| --------------------- | ------- | ------- | ----------- | --------- | ------ | ------ | ------------ | -------- | ------ | ------ |
| Frauen                |         |         |             |           |        |        |              |          |        |        |
| Anastassija Spas      | 16:19   | 196     | 2:14,54 min | 297       | 79     | 221    | 15:16,82 min | 384      | 1098   | 29     |
| Männer                |         |         |             |           |        |        |              |          |        |        |
| Andrij Fedetschko     | 16:19   | 198     | 2:05,63 min | 324       | 25     | 75     | 11:47,68 min | 593      | 1390   | 26     |
| Pawlo Tymoschtschenko | 21:14   | 227     | 2:05,59 min | 324       | 14     | 286    | 11:05,74 min | 635      | 1472   | Silber |

### Radsport

#### Bahn
| Athleten       | Wettbewerb | Qualifikation | Qualifikation | Finals | Finals | Rang |
| Athleten       | Wettbewerb | Zeit          | Rang          | Zeit   | Rang   | Rang |
| -------------- | ---------- | ------------- | ------------- | ------ | ------ | ---- |
| Frauen         |            |               |               |        |        |      |
| Ljubow Bassowa | Keirin     |               |               |        | 5      | 5    |

#### Straße
| Athleten       | Wettbewerb       | Zeit          | Rang          |
| -------------- | ---------------- | ------------- | ------------- |
| Frauen         |                  |               |               |
| Hanna Solowej  | Straßenrennen    | 4:01:02 h     | 36            |
| Hanna Solowej  | Einzelzeitfahren | 48:03,35 min  | 20            |
| Männer         |                  |               |               |
| Andrij Hrywko  | Straßenrennen    | 6:23:23 h     | 41            |
| Denys Kostjuk  | Straßenrennen    | nicht beendet | nicht beendet |
| Andrij Chripta | Straßenrennen    | nicht beendet | nicht beendet |
| Andrij Hrywko  | Einzelzeitfahren | 1:16:33,24 h  | 18            |

#### Mountainbike
| Athleten       | Wettbewerb    | Zeit      | Rang |
| -------------- | ------------- | --------- | ---- |
| Frauen         |               |           |      |
| Jana Belomoina | Cross-Country | 1:33:28 h | 9    |
| Iryna Popowa   | Cross-Country | 1:41:29 h | 30   |

### Reiten
| Dressur                            |            |         |      |
| Athleten                           | Wettbewerb | Prozent | Rang |
| Inna Lohutenkowa mit Don Gregorius | Einzel     | 68,943  | 41   |

| Springen |            |                  |               |               |              |              |      |
| Athleten | Wettbewerb | Strafpunkte      | Strafpunkte   | Strafpunkte   | Strafpunkte  | Strafpunkte  | Rang |
| Athleten | Wettbewerb | 1. Qualifikation | Nationenpreis | Nationenpreis | Einzelfinale | Einzelfinale | Rang |
| Athleten | Wettbewerb | 1. Qualifikation | 1. Umlauf     | 2. Umlauf     | 1. Umlauf    | 2. Umlauf    | Rang |
| Ulrich Kirchhoff mit Prince de la Mare                                                                                              | Einzel     | (4)              | (4)           | (17)          | –            | –            | –    |
| Cassio Rivetti mit Fine Fleur du Marais                                                                                             | Einzel     | (47)             | DSQ           | –             | –            | –            | –    |
| Ferenc Szentirmai mit Chadino | Einzel     | (47)             | (9)           | –             | –            | –            | –    |
| René Tebbel mit Zipper | Einzel     | (0)              | (1)           | (2)           | (1)          | (5)          | 19   |
| Ulrich Kirchhoff mit Prince de la Mare Cassio Rivetti mit Fine Fleur du Marais Ferenc Szentirmai mit Chadino René Tebbel mit Zipper | Mannschaft | (51)             | (14)          | –             | –            | –            | 13   |

### Ringen
| Athleten                         | Wettbewerb        | 1. Runde           | 1. Runde | Achtelfinale       | Achtelfinale  | Viertelfinale     | Viertelfinale | Halbfinale        | Halbfinale    | Hoffnungsrunde Viertelfinale | Hoffnungsrunde Viertelfinale | Hoffnungsrunde Halbfinale | Hoffnungsrunde Halbfinale | Hoffnungsrunde Finale | Hoffnungsrunde Finale | Finale            | Finale        | Rang   |
| Athleten                         | Wettbewerb        | Gegner             | Ergebnis | Gegner             | Ergebnis      | Gegner            | Ergebnis      | Gegner            | Ergebnis      | Gegner                       | Ergebnis                     | Gegner                    | Ergebnis                  | Gegner                | Ergebnis              | Gegner            | Ergebnis      | Rang   |
| -------------------------------- | ----------------- | ------------------ | -------- | ------------------ | ------------- | ----------------- | ------------- | ----------------- | ------------- | ---------------------------- | ---------------------------- | ------------------------- | ------------------------- | --------------------- | --------------------- | ----------------- | ------------- | ------ |
| Freistil Frauen                  |                   |                    |          |                    |               |                   |               |                   |               |                              |                              |                           |                           |                       |                       |                   |               |        |
| Julija Blahynja                  | Klasse bis 53 kg  | Helen Maroulis     | 1:12     | ausgeschieden      | ausgeschieden | ausgeschieden     | ausgeschieden | ausgeschieden     | ausgeschieden | Zhong Xuechun                | 1:11                         | ausgeschieden             | ausgeschieden             | ausgeschieden         | ausgeschieden         | ausgeschieden     | ausgeschieden | 11     |
| Oksana Herhel                    | Klasse bis 58 kg  | Freilos            | Freilos  | Julija Ratkewitsch | 5:7           | ausgeschieden     | ausgeschieden | ausgeschieden     | ausgeschieden | ausgeschieden                | ausgeschieden                | ausgeschieden             | ausgeschieden             | ausgeschieden         | ausgeschieden         | ausgeschieden     | ausgeschieden | 13     |
| Julija Tkatsch                   | Klasse bis 63 kg  | Danielle Lappage   | 2:0      | Xu Rui             | 1:3           | ausgeschieden     | ausgeschieden | ausgeschieden     | ausgeschieden | ausgeschieden                | ausgeschieden                | ausgeschieden             | ausgeschieden             | ausgeschieden         | ausgeschieden         | ausgeschieden     | ausgeschieden | 9      |
| Alina Stadnyk-Machynja           | Klasse bis 69 kg  | Sara Doshō         | 2:10     | ausgeschieden      | ausgeschieden | ausgeschieden     | ausgeschieden | ausgeschieden     | ausgeschieden | Buse Tosun                   | 4:7                          | ausgeschieden             | ausgeschieden             | ausgeschieden         | ausgeschieden         | ausgeschieden     | ausgeschieden | 11     |
| Alla Tscherkassowa               | Klasse bis 75 kg  | Yasemin Adar       | 10:12    | ausgeschieden      | ausgeschieden | ausgeschieden     | ausgeschieden | ausgeschieden     | ausgeschieden | ausgeschieden                | ausgeschieden                | ausgeschieden             | ausgeschieden             | ausgeschieden         | ausgeschieden         | ausgeschieden     | ausgeschieden | 11     |
| Freistil Männer                  |                   |                    |          |                    |               |                   |               |                   |               |                              |                              |                           |                           |                       |                       |                   |               |        |
| Andrij Kwjatkowskyj              | Klasse bis 65 kg  | Freilos            | Freilos  | Toğrul Əsgərov     | 2:12          | ausgeschieden     | ausgeschieden | ausgeschieden     | ausgeschieden | Freilos                      | Freilos                      | Frank Molinaro            | 5:8                       | ausgeschieden         | ausgeschieden         | ausgeschieden     | ausgeschieden | 13     |
| Walerij Andrijzew                | Klasse bis 97 kg  | Freilos            | Freilos  | Ansor Boltukajew   | 8:5           | Magomed Mussajew  | 5:2           | Xetaq Qozyumov    | 0:11          | –                            | –                            | –                         | –                         | Magomed Ibragimow     | 4:6                   | ausgeschieden     | ausgeschieden | 5      |
| Alen Sassejew                    | Klasse bis 125 kg | Biljal Machow      | 2:2      | Geno Petriaschwili | 6:11          | ausgeschieden     | ausgeschieden | ausgeschieden     | ausgeschieden | ausgeschieden                | ausgeschieden                | ausgeschieden             | ausgeschieden             | ausgeschieden         | ausgeschieden         | ausgeschieden     | ausgeschieden | 10     |
| griechisch-römischer Stil Männer |                   |                    |          |                    |               |                   |               |                   |               |                              |                              |                           |                           |                       |                       |                   |               |        |
| Schan Belenjuk                   | Klasse bis 85 kg  | Freilos            | Freilos  | Ahmed Othman       | 9:0           | Nikolai Bairjakow | 10:1          | Dschawid Gamsatow | 6:0           | –                            | –                            | –                         | –                         | –                     | –                     | Davit Chakvetadze | 2:9           | Silber |
| Dimitrij Timtschenko             | Klasse bis 98 kg  | Balázs Kiss        | 0:3      | ausgeschieden      | ausgeschieden | ausgeschieden     | ausgeschieden | ausgeschieden     | ausgeschieden | ausgeschieden                | ausgeschieden                | ausgeschieden             | ausgeschieden             | ausgeschieden         | ausgeschieden         | ausgeschieden     | ausgeschieden | 15     |
| Oleksandr Tschernezkyj           | Klasse bis 130 kg | Abdellatif Mohamed | 9:0      | Iakob Kadschaia    | 1:2           | ausgeschieden     | ausgeschieden | ausgeschieden     | ausgeschieden | ausgeschieden                | ausgeschieden                | ausgeschieden             | ausgeschieden             | ausgeschieden         | ausgeschieden         | ausgeschieden     | ausgeschieden | 9      |

### Rudern
| Athleten                                                                      | Wettbewerb   | Vorlauf     | Vorlauf | Vorlauf       | Hoffnungslauf | Hoffnungslauf | Hoffnungslauf | Finale      | Finale | Rang |
| Athleten                                                                      | Wettbewerb   | Zeit        | Platz   | Qualifikation | Zeit          | Platz         | Qualifikation | Zeit        | Platz  | Rang |
| ----------------------------------------------------------------------------- | ------------ | ----------- | ------- | ------------- | ------------- | ------------- | ------------- | ----------- | ------ | ---- |
| Frauen                                                                        |              |             |         |               |               |               |               |             |        |      |
| Daryna Werchohljad Olena Burjak Anastassija Koschenkowa Jewhenija Nimtschenko | Doppelvierer | 6:35,48 min | 1       | Finale        | –             | –             | –             | 6:56,09 min | 4      | 4    |
| Männer                                                                        |              |             |         |               |               |               |               |             |        |      |
| Iwan Dowhodko Dmytro Michai Artem Morosow Oleksandr Nadtoka                   | Doppelvierer | 5:52,90 min | 2       | Finale        | –             | –             | –             | 6:16,30 min | 6      | 6    |

### Schießen
| Athleten          | Wettbewerb                               | Qualifikation   | Qualifikation | Halbfinale      | Halbfinale    | Finale          | Finale        | Ringe/ Scheiben | Rang   |
| Athleten          | Wettbewerb                               | Ringe/ Scheiben | Rang          | Ringe/ Scheiben | Rang          | Ringe/ Scheiben | Rang          | Ringe/ Scheiben | Rang   |
| ----------------- | ---------------------------------------- | --------------- | ------------- | --------------- | ------------- | --------------- | ------------- | --------------- | ------ |
| Frauen            |                                          |                 |               |                 |               |                 |               |                 |        |
| Olena Kostewytsch | Luftpistole 10 Meter                     | 378             | 28            | –               | –             | ausgeschieden   | ausgeschieden | 378             | 28     |
| Olena Kostewytsch | Sportpistole 25 Meter                    | 575             | 22            | ausgeschieden   | ausgeschieden | ausgeschieden   | ausgeschieden | 575             | 22     |
| Natalija Kalnysch | Luftgewehr 10 Meter                      | 415,8           | 9             | –               | –             | ausgeschieden   | ausgeschieden | 415,8           | 9      |
| Natalija Kalnysch | Kleinkaliber Dreistellungskampf 50 Meter | 577             | 21            | –               | –             | ausgeschieden   | ausgeschieden | 577             | 21     |
| Männer            |                                          |                 |               |                 |               |                 |               |                 |        |
| Pawlo Korostyljow | Luftpistole 10 Meter                     | 572             | 35            | –               | –             | ausgeschieden   | ausgeschieden | 572             | 35     |
| Oleh Zarkow       | Luftpistole 10 Meter                     | 626,2           | 5             | –               | –             | 79,7            | 8             | 705,9           | 8      |
| Roman Bondaruk    | Schnellfeuerpistole 25 Meter             | 579             | 11            | –               | –             | ausgeschieden   | ausgeschieden | 579             | 11     |
| Pawlo Korostyljow | Schnellfeuerpistole 25 Meter             | 574             | 16            | –               | –             | ausgeschieden   | ausgeschieden | 574             | 16     |
| Oleh Omeltschuk   | Freie Pistole 50 Meter                   | 550             | 21            | –               | –             | ausgeschieden   | ausgeschieden | 550             | 21     |
| Serhij Kulisch    | Luftgewehr 10 Meter                      | 327,0           | 4             | –               | –             | 204,6           | 2             | 531,6           | Silber |
| Oleh Omeltschuk   | Luftgewehr 10 Meter                      | 577             | 14            | –               | –             | ausgeschieden   | ausgeschieden | 577             | 14     |
| Serhij Kulisch    | Kleinkaliber Dreistellungskampf 50 Meter | 1171            | 14            | –               | –             | ausgeschieden   | ausgeschieden | 1171            | 14     |
| Oleh Zarkow       | Kleinkaliber Dreistellungskampf 50 Meter | 1172            | 10            | –               | –             | ausgeschieden   | ausgeschieden | 1172            | 10     |
| Serhij Kulisch    | Kleinkalibergewehr liegend 50 Meter      | 620,5           | 32            | –               | –             | ausgeschieden   | ausgeschieden | 620,5           | 32     |
| Oleh Zarkow       | Kleinkalibergewehr liegend 50 Meter      | 623,1           | 12            | –               | –             | ausgeschieden   | ausgeschieden | 623,1           | 12     |
| Mykola Miltschew  | Skeet                                    | 122             | 4             | 15              | 3             | 14              | 4             | 151             | 4      |

### Schwimmen
| Athleten             | Wettbewerb          | Vorlauf      | Vorlauf | Halbfinale    | Halbfinale    | Finale        | Finale        | Rang |
| Athleten             | Wettbewerb          | Zeit         | Rang    | Zeit          | Rang          | Zeit          | Rang          | Rang |
| -------------------- | ------------------- | ------------ | ------- | ------------- | ------------- | ------------- | ------------- | ---- |
| Frauen               |                     |              |         |               |               |               |               |      |
| Darja Stepanjuk      | 50 m Freistil       | 25,67 s      | 42      | ausgeschieden | ausgeschieden | ausgeschieden | ausgeschieden | 42   |
| Darja Stepanjuk      | 100 m Schmetterling | 1:00,81 min  | 33      | ausgeschieden | ausgeschieden | ausgeschieden | ausgeschieden | 33   |
| Daryna Sewina        | 200 m Rücken        | 2:08,88 min  | 8       | 2:09,07 min   | 9             | ausgeschieden | ausgeschieden | 9    |
| Männer               |                     |              |         |               |               |               |               |      |
| Andrij Howorow       | 50 m Freistil       | 21,49 s      | 1       | 21,46 s       | 2             | 21,74 s       | 5             | 5    |
| Mychailo Romantschuk | 1500 m Freistil     | 15:01,35 min | 15      | –             | –             | ausgeschieden | ausgeschieden | 15   |
| Serhij Frolow        | 1500 m Freistil     | 15:04,61 min | 17      | –             | –             | ausgeschieden | ausgeschieden | 17   |
| Ljubomyr Lemeschko   | 100 m Schmetterling | 52,51 s      | 23      | ausgeschieden | ausgeschieden | ausgeschieden | ausgeschieden | 23   |
| Dmytro Osseledez     | 200 m Brust         | 2:15,19 min  | 37      | ausgeschieden | ausgeschieden | ausgeschieden | ausgeschieden | 37   |

### Synchronschwimmen
| Athletinnen | Wettbewerb | Qualifikation     | Qualifikation     | Qualifikation  | Qualifikation  | Qualifikation | Qualifikation | Finale         | Finale         | Finale           | Finale           |
| Athletinnen | Wettbewerb | Technische Kür TK | Technische Kür TK | Freie Kür FK-Q | Freie Kür FK-Q | Gesamt        | Gesamt        | Freie Kür FK-F | Freie Kür FK-F | Gesamt TK + FK-F | Gesamt TK + FK-F |
| Athletinnen | Wettbewerb | Punkte            | Rang              | Punkte         | Rang           | Punkte        | Rang          | Punkte         | Rang           | Punkte           | Rang             |
| --- | ---------- | ----------------- | ----------------- | -------------- | -------------- | ------------- | ------------- | -------------- | -------------- | ---------------- | ---------------- |
| Frauen |            |                   |                   |                |                |               |               |                |                |                  |                  |
| Lolita Ananassowa Anna Woloschyna                                                                                              | Duett      | 93,1358           | 3                 | 93,5333        | 4              | 186,6691      | 4             | 94,0000        | 4              | 187,1358         | 4                |
| Olena Hretschychina Olha Solotarjowa Oleksandra Sabada Anastassija Sawtschuk Kateryna Sadurska Ksenija Sydorenko Darja Juschko | Team       | 93,4413           | 4                 | –              | –              | 93,4413       | 4             | 95,1667        | 4              | 188,6080         | 4                |

### Segeln
Fleet Race
| Athleten                   | Wettbewerb      | Qualifikation | Qualifikation | Medal Race    | Medal Race    | Punkte | Rang |
| Athleten                   | Wettbewerb      | Punkte        | Rang          | Punkte        | Rang          | Punkte | Rang |
| -------------------------- | --------------- | ------------- | ------------- | ------------- | ------------- | ------ | ---- |
| Männer                     |                 |               |               |               |               |        |      |
| Olexander Tuharjew         | Windsurfen RS:X | 225           | 23            | ausgeschieden | ausgeschieden | 225    | 23   |
| Borys Schwez Pawlo Mazujew | 470er           | 184           | 25            | ausgeschieden | ausgeschieden | 184    | 25   |

### Tennis
| Athleten                              | Wettbewerb | 1. Runde                         | 1. Runde       | 2. Runde       | 2. Runde      | Achtelfinale    | Achtelfinale  | Viertelfinale | Viertelfinale | Halbfinale    | Halbfinale    | Finale        | Finale        |
| Athleten                              | Wettbewerb | Gegner                           | Ergebnis       | Gegner         | Ergebnis      | Gegner          | Ergebnis      | Gegner        | Ergebnis      | Gegner        | Ergebnis      | Gegner        | Ergebnis      |
| ------------------------------------- | ---------- | -------------------------------- | -------------- | -------------- | ------------- | --------------- | ------------- | ------------- | ------------- | ------------- | ------------- | ------------- | ------------- |
| Frauen                                |            |                                  |                |                |               |                 |               |               |               |               |               |               |               |
| Elina Switolina                       | Einzel     | Andrea Petković                  | 2:6, 6:1, 6:3  | Heather Watson | 6:3, 1:6, 6:3 | Serena Williams | 6:4, 6:3      | Petra Kvitová | 2:6, 0:6      | ausgeschieden | ausgeschieden | ausgeschieden | ausgeschieden |
| Ljudmyla Kitschenok Nadija Kitschenok | Doppel     | Xu Yifan Zheng Saisai            | 0:6, 3:6       | –              | –             | ausgeschieden   | ausgeschieden | ausgeschieden | ausgeschieden | ausgeschieden | ausgeschieden | ausgeschieden | ausgeschieden |
| Olha Sawtschuk Elina Switolina        | Doppel     | Andrea Hlaváčková Lucie Hradecká | 6:71, 6:1, 4:6 | –              | –             | ausgeschieden   | ausgeschieden | ausgeschieden | ausgeschieden | ausgeschieden | ausgeschieden | ausgeschieden | ausgeschieden |
| Männer                                |            |                                  |                |                |               |                 |               |               |               |               |               |               |               |
| Illja Martschenko                     | Einzel     | Andreas Seppi                    | 3:6, 6:3, 6:76 | ausgeschieden  | ausgeschieden | ausgeschieden   | ausgeschieden | ausgeschieden | ausgeschieden | ausgeschieden | ausgeschieden | ausgeschieden | ausgeschieden |
| Illja Martschenko Denys Moltschanow   | Doppel     | Fabio Fognini Andreas Seppi      | 4:6, 3:6       | –              | –             | ausgeschieden   | ausgeschieden | ausgeschieden | ausgeschieden | ausgeschieden | ausgeschieden | ausgeschieden | ausgeschieden |

### Tischtennis
| Athleten        | Wettbewerb | 1. Runde | 1. Runde | 2. Runde         | 2. Runde | 3. Runde      | 3. Runde | 4. Runde       | 4. Runde      | Viertelfinale | Viertelfinale | Halbfinale    | Halbfinale    | Finale        | Finale        | Rang |
| Athleten        | Wettbewerb | Gegner   | Ergebnis | Gegner           | Ergebnis | Gegner        | Ergebnis | Gegner         | Ergebnis      | Gegner        | Ergebnis      | Gegner        | Ergebnis      | Gegner        | Ergebnis      | Rang |
| --------------- | ---------- | -------- | -------- | ---------------- | -------- | ------------- | -------- | -------------- | ------------- | ------------- | ------------- | ------------- | ------------- | ------------- | ------------- | ---- |
| Frauen          |            |          |          |                  |          |               |          |                |               |               |               |               |               |               |               |      |
| Tetjana Bilenko | Einzel     | Freilos  | Freilos  | Iveta Vacenovská | 4:0      | Lee Hoo Ching | 1:4      | ausgeschieden  | ausgeschieden | ausgeschieden | ausgeschieden | ausgeschieden | ausgeschieden | ausgeschieden | ausgeschieden | 17   |
| Männer          |            |          |          |                  |          |               |          |                |               |               |               |               |               |               |               |      |
| Kou Lei         | Einzel     | Freilos  | Freilos  | Omar Assar       | 4:3      | Simon Gauzy   | 4:1      | Marcos Freitas | 0:4           | ausgeschieden | ausgeschieden | ausgeschieden | ausgeschieden | ausgeschieden | ausgeschieden | 9    |

### Triathlon
| Athleten            | Wettbewerb | Zeit      | Rang |
| ------------------- | ---------- | --------- | ---- |
| Frauen              |            |           |      |
| Julija Jelistratowa | Einzel     | 2:03:27 h | 38   |
| Männer              |            |           |      |
| Iwan Iwanow         | Einzel     | 1:56:00 h | 59   |

### Turnen

#### Gerätturnen

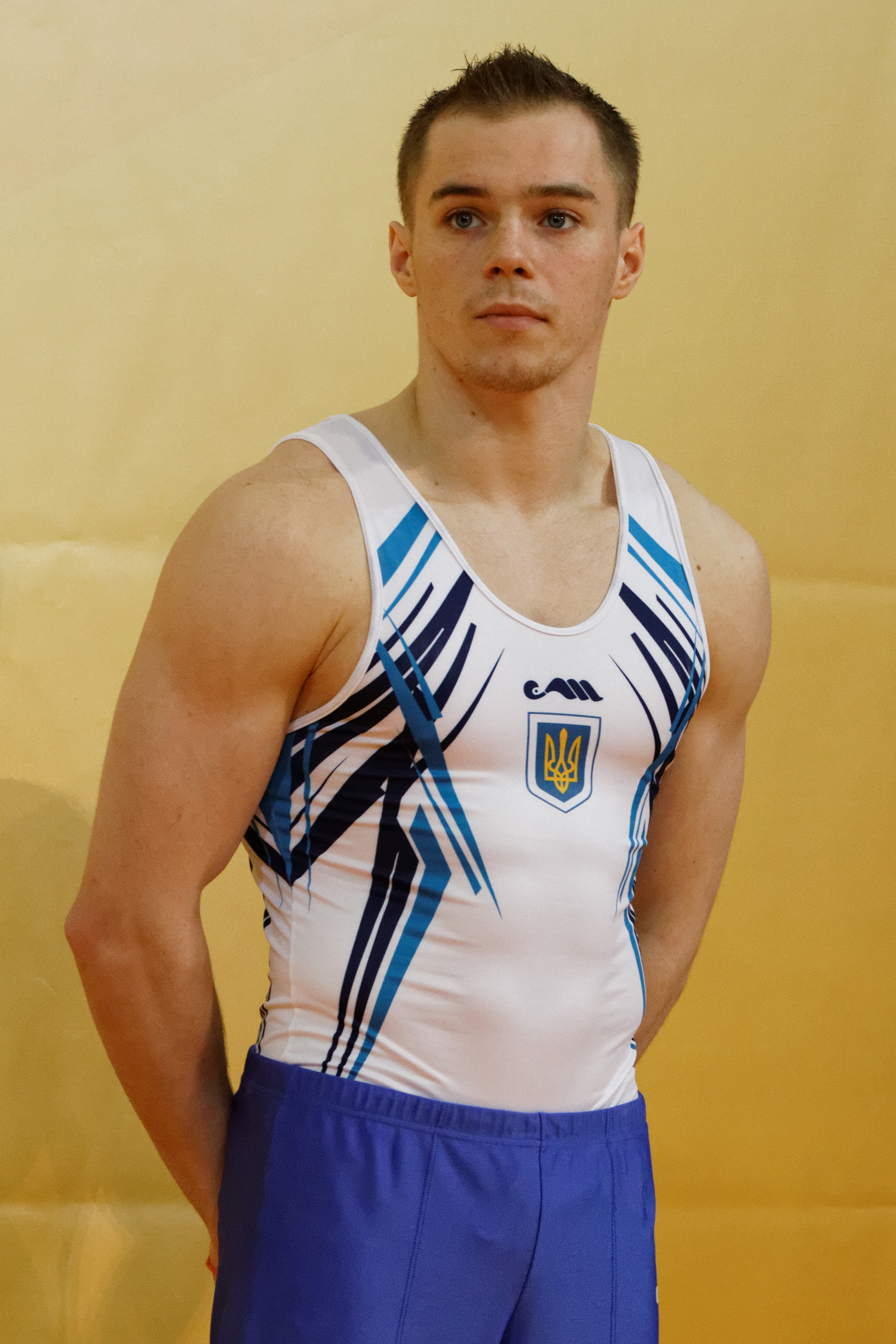
Goldmedaillengewinner Oleh Wernjajew

| Athleten                                                                           | Wettbewerb           | Qualifikation | Qualifikation | Finale        | Finale        | Rang   |
| Athleten                                                                           | Wettbewerb           | Punkte        | Rang          | Punkte        | Rang          | Rang   |
| ---------------------------------------------------------------------------------- | -------------------- | ------------- | ------------- | ------------- | ------------- | ------ |
| Frauen                                                                             |                      |               |               |               |               |        |
| Anhelina Kysla                                                                     | Stufenbarren         | 12,533        | 68            | ausgeschieden | ausgeschieden | 68     |
| Anhelina Kysla                                                                     | Schwebebalken        | 12,666        | 69            | ausgeschieden | ausgeschieden | 69     |
| Anhelina Kysla                                                                     | Boden                | 13,066        | 56            | ausgeschieden | ausgeschieden | 56     |
| Männer                                                                             |                      |               |               |               |               |        |
| Oleh Wernjajew                                                                     | Pauschenpferd        | 15,566        | 5             | 12,400        | 8             | 8      |
| Ihor Radiwilow                                                                     | Ringe                | 15,308        | 9             | 15,466        | 5             | 5      |
| Ihor Radiwilow                                                                     | Sprung               | 15,433        | 4             | 15,033        | 8             | 8      |
| Oleh Wernjajew                                                                     | Sprung               | 15,066        | 7             | 15,316        | 5             | 5      |
| Oleh Wernjajew                                                                     | Barren               | 16,166        | 1             | 16,041        | 1             | Gold   |
| Oleh Wernjajew                                                                     | Reck                 | 15,133        | 7             | 13,366        | 8             | 8      |
| Oleh Wernjajew                                                                     | Mehrkampf Einzel     | 91,964        | 1             | 92,266        | 2             | Silber |
| Oleh Wernjajew Wladyslaw Hryko Maksym Semjankiw Andrij Sjenitschkin Ihor Radiwilow | Mehrkampf Mannschaft | 263,002       | 7             | 202,078       | 8             | 8      |

#### Rhythmische Sportgymnastik
| Athletinnen                                                                              | Wettbewerb           | Qualifikation | Qualifikation | Finale | Finale | Rang   |
| Athletinnen                                                                              | Wettbewerb           | Punkte        | Rang          | Punkte | Rang   | Rang   |
| ---------------------------------------------------------------------------------------- | -------------------- | ------------- | ------------- | ------ | ------ | ------ |
| Frauen                                                                                   |                      |               |               |        |        |        |
| Hanna Risatdinowa                                                                        | Mehrkampf Einzel     | 73,932        | 3             | 73,583 | 3      | Bronze |
| Olena Dmytrasch Jewhenija Homon Oleksandra Hridassowa Walerija Hudym Anastassija Wosnjak | Mehrkampf Mannschaft | 33,816        | 8             | 34,282 | 7      | 7      |

#### Trampolinturnen
| Athleten          | Wettbewerb | Qualifikation | Qualifikation | Finale        | Finale        | Rang |
| Athleten          | Wettbewerb | Punkte        | Rang          | Punkte        | Rang          | Rang |
| ----------------- | ---------- | ------------- | ------------- | ------------- | ------------- | ---- |
| Frauen            |            |               |               |               |               |      |
| Natalija Moskwina | Einzel     | 63,330        | 16            | ausgeschieden | ausgeschieden | 16   |

### Wasserspringen
| Athleten                              | Wettbewerb            | Vorkampf | Vorkampf | Halbfinale | Halbfinale | Finale        | Finale        | Rang |
| Athleten                              | Wettbewerb            | Punkte   | Rang     | Punkte     | Rang       | Punkte        | Rang          | Rang |
| ------------------------------------- | --------------------- | -------- | -------- | ---------- | ---------- | ------------- | ------------- | ---- |
| Frauen                                |                       |          |          |            |            |               |               |      |
| Olena Fedorowa                        | Kunstspringen 3 m     | 318,10   | 10       | 321,00     | 8          | 304,80        | 11            | 11   |
| Anastassija Nedobiha                  | Kunstspringen 3 m     | 309,50   | 12       | 290,15     | 18         | ausgeschieden | ausgeschieden | 18   |
| Hanna Krasnoschlyk                    | Turmspringen 10 m     | 300,80   | 14       | 295,45     | 16         | ausgeschieden | ausgeschieden | 16   |
| Julija Prokoptschuk                   | Turmspringen 10 m     | 297,95   | 15       | 300,65     | 14         | ausgeschieden | ausgeschieden | 14   |
| Männer                                |                       |          |          |            |            |               |               |      |
| Illja Kwascha                         | Kunstspringen 3 m     | 398,20   | 15       | 430,05     | 8          | 475,10        | 6             | 6    |
| Maksym Dolhow Oleksandr Horschkowosow | Synchronspringen 10 m | –        | –        | –          | –          | 421,98        | 6             | 6    |